# 佐藤健 (作曲家)
佐藤 健（さとう けん）は、日本の作曲家、編曲家、キーボーディスト。妻は歌手の大橋純子。

## 来歴
ヤマハのライト・ミュージック制作室勤務のころ、大橋と出会う。当時の同室の室長は、萩田光雄、同僚に船山基紀がいた。
1976年（昭和51年）、大橋のバックバンドとして美乃家セントラル・ステイション（以下、美乃家）を結成する。第一期メンバーは、佐藤のほか、見砂和照、小田健二郎、土屋昌巳、滝本大助、福田郁次郎、高杉登であった。美乃家は、大橋とともに同年の各地の大学の学園祭に呼ばれる。
大橋の3rdアルバム『RAINBOW』（1977年4月）以降、「大橋純子&美乃家セントラル・ステイション」とクレジットされる。
1979年（昭和54年）、第二期美乃家スタート。メンバーは、佐藤、小田のほか、土屋潔、マーティン・K・ブレイシー、六川正彦、後藤輝夫であった。1980年（昭和55年）までつづく。大橋とは1979年に結婚し、2023年（令和5年）に死別している。
以降、2013年（平成25年）現在に至るまで、大橋を含めた、多くのアーティストに楽曲を提供し続けている。

## 主な作品

### あ行
- 愛田洋子
  - 雨が好き
  - 昼下がり
  - 過ぎた日のLove Song　
  - 恋人のふり
- 相本久美子
  - さよならはそれから
- 秋本奈緒美
  - WE ARE NEW
- 朝加真由美
  - ハロー・チャーミング
  - さよなら夏の日
- 浅香唯
  - Sunrise to Sunset　
  - Hold Me Tight
- 朝比奈マリア
  - 昼さがり
  - ペパーミントの風
- 麻生よう子
  - 霧笛
  - 踏切り
  - 夢追い人　
  - 砂の人形
  - 愛の吊り橋
- あべ静江
  - 長距離電話
  - 別れしな
- 天地真理
  - 出不精のピーターパン
  - 返信
- 新井満
  - ローストシティラブ
- ANKH
  - イマジネーション
- 杏里
  - 瞳は永遠の香り
- 池田聡
  - モノクローム・ヴィーナス
  - Sylvia（池田聡と共作）
  - Blue Monday（池田聡と共作）
  - Princess Pride（池田聡と共作）
  - Desperate
  - Kiss
  - Night
  - 倉庫BARにて
  - My Jenny
  - Dear Friend
  - tears
  - オルフェの後身
  - Unforgettable
  - Zone
  - Before
  - デクレッシェンド
- 石田ひかり
  - 雨の帰り道
- 石嶺聡子
  - 風を感じたい
  - LOVE & DREAM
  - もう一人の私
  - 土曜日とペンと腕時計
  - 青空
  - くもりのち晴れ
  - My Home Island
  - 欲しいよ
  - 友達?
- 伊藤かずえ
  - Another Face
  - GROWING UP
  - Get Down Tonight
  - 時間白書～Just a time away～
  - 時を駆けぬけて
- 伊藤智恵理
  - パラダイス・ウォーカー
- 伊東ゆかり
  - My Dear!
  - 悲しみに唄えば SINGING IN THE BLUE
  - マリコ
  - 宛先はTokyo
- 今井美樹
  - SAYONARAの行方
- 今井優子
  - 哀しみのペイヴメント　
  - ダンシング・ドリーム
  - 心（ファッション）　
  - TIME in a Birthday　
  - 25時のクレセント
  - Any Game You Like
  - STRAY HEART　
  - さよならもひめやかに
- 上田正樹
  - きっと一人じゃない
- 宇都美慶子
  - KISSを何度せがんだら
  - 愛について私が知ってる2、3の事
  - 夜明けを待っても
  - ロージィ・ルージュがサラダ娘に
- 内海みゆき
  - TABOOなんて何もない
- Wink
  - アマリリス
- 太田貴子
  - 感じたいEmotion
- 太田裕美
  - 青春のしおり
  - 一つの朝
- 大西結花
  - 危ないタイトロープ
- 大橋純子
  - いつも
  - 白い午後
  - ひきしお
  - シンプル・ラブ
  - 季節のない街角で
  - 今シルエットのように
  - クリスタル・シティー
  - 男と女のいる舗道
  - 風のシルエット
  - ミスター・スマイル
  - 坂の上の家
  - スターライト・トレイン
  - ラブ・マシーン
  - サファリ・ナイト
  - ビューティフル・ミー
  - 夜汽車よ夜汽車
  - ラヴィン・スプーンフル
  - 季節風便り
  - SUMMER DREAMIN'
  - 愛のメッセージ
  - 傷心飛行
  - マイ・ソング
  - DANCING GIRL
  - 9月になったらGOOD-BYE
  - SMILE AGAIN
  - ブルーミングデールで
  - OOH BOY
  - カナディアン･ララバイ
  - メリーばあさん
  - スパニッシュ･アイズ
  - フル･オブ･マイ･マインド　
  - 恋のアドリブ
  - テレフォン･ナンバー
  - ブックエンド
  - TEA FOR TEARS
  - アプローズ
  - 夏の嵐
  - ポストカード･ファンタジィ
  - サンバ・ソレイユ
  - 黄昏
  - DANCING TOWN
  - A LOVE AFFAIR
  - I LOVE YOU SO
  - LOST LOVE-愛の踊り場-
  - テレフォン・ナンバー
  - シェリー
  - IN YOUR LOVIN’
  - 素顔のままで
  - FIREFLY
  - CAUGHT IN A SHOWER
  - PERFECT MELODY
  - MAROON PERSON
  - ヴェニスの女
  - I'M JUST A WOMAN
  - 眠れないダイヤモンド
  - RAINBOW
  - ある夜のWonder
  - ふたとおりの告白
  - さよならと同じRain
  - 惑いのWicked Woman
  - 横顔-Profile-
  - あなたにつつまれて
  - 地球儀上の夏
  - Sleepless Heart
  - 悲しいほどジェラシー
  - 楽園
  - Panorama
  - 時のバザール
  - Tokyo Calling
  - 微笑みの向こう側
  - 朝焼けに消えて
  - Snow Fall
  - THE POWER OF CITY
  - バラードにして
  - 彼女のApril Morning
  - YOU CAN LOVE SOMEONE
  - 結婚
  - Cafe Blue
  - クリスタル・ムーン
  - ハートに火をつけて
  - 片思いだけど
  - 愛しいHappy Birthday
  - 胸さわぎ
  - 東京
  - 結婚の理想と現実
  - Something Blue
  - Rainy Anniversary
  - A Way
  - どうして心は
  - Dear Summer
  - 涙の種
  - 風の舞う町
  - あの頃のように（with 中西圭三）
- 岡田奈々
  - 握手しようよ
  - 雨のささやき
  - 幼な友達
  - 傷心旅行
  - 二人乗りの自転車
  - 新しい日記帖
  - セブンティーン
  - 城下町にひとり
  - おやすみなさい
  - 若い季節
  - 手編みのプレゼント
  - かざらない青春
  - バイバイ・ララバイ
  - 愛って何ですか
  - 賭け
  - バク
  - 静舞 -クワイエット ダンス-
  - 不意打ち
- 小川範子
  - Chime
- 小野正利
  - ピュアになれ
  - 虹-ろくでなしBlues-
  - 声・ロマン
  - 朝は窓にこぼれて
  - Shining Forever
  - Love and Pain
  - 八月の夏
  - See You Again
  - Fly Away
  - Forever My Love
  - Keep on Shining
  - 静かな日曜日

### か行
- 片平なぎさ
  - もし愛がなかったら　
  - あたたかい手　
  - 白いゆびさき　
  - 恋の嵐
  - ちょっぴりフトめの女の子
- かとうれいこ
  - 横顔にI Love You
- 鹿取容子
  - 星のデジャ・ブー -「超時空騎団サザンクロス」主題歌
  - 約束 - 同エンディングテーマ
  - WALKING IN THE SUN - 同挿入歌
- 川島みき
  - 傷つかないDream
  - 今をFeeling
  - Dancin’ Dream
- ガロ
  - ビートルズはもう聞かない
  - 個人的メッセージ
- 吉川晃司
  - RAIN-DANCEがきこえる
  - 真夜中のストレンジャー
  - Be my J-Girl
  - a day・good night
  - Rainy Lane
  - スリルなモナリザ
  - 別の夢、別の夏
  - INNOCENT SKY
  - Drive 夜の終わりに
  - 雨のTraveller
  - Good-byeの次の朝
- 木之内みどり
  - ジュ・テーム
- GWINKO
  - MILKY-WAYは君につづいて
  - DAY TRIPPER
- 工藤夕貴
  - ちょっとだけくずしたい
- 倉沢淳美
  - 土曜日はエスケイプ
- class
  - 夏の日の1993
  - White Winter　
  - 八月のSt.Valentine
  - 微笑みを閉じないで
  - KISSをしよう
  - 冬の日の2009
- 倉橋ルイ子
  - 恋ぬすびと
  - シャドウ・ダンサー
- 桑江知子
  - クリスタル・ハネムーン
  - ふるさとはあなた
- 小泉今日子
  - Liar
- 香坂みゆき
  - Paper Tiger
  - Feeling again
  - メビウス
  - Natural
  - 晴れてよ！Boy
  - Traveller
- 今陽子
  - Stop The Falling Rain

### さ行
- サーカス
  - ホームタウン急行 - 「鉄道公安官」エンディングテーマ
  - 風のメルヘン - 「まんが日本史」エンディングテーマ
  - ヒッチハイク
  - 愛のキャンパス
  - Hopping Moving
  - 夏のページ
- 西城秀樹
  - Living Like a Gypsy
- 榊原郁恵
  - 愛の旅立ち
  - エイプリル・ラブ
  - 涙のDancing Town
- 坂口良子
  - 失恋コラージュ
  - 果実酒
  - メランコリーホテル
  - お・と・も・だ・ち
- ささきいさお
  - 銀河鉄道は遙かなり - 「銀河鉄道物語」主題歌
- 佐藤恵美
  - ピカソガール
- 真田広之
  - SERIOUS NIGHT -Everlasting Harmony-
- 佐野量子
  - 愛はかえらない
- 沢田研二
  - A WONDERFUL TIME
  - ナンセンス
  - 真夏のConversation
- 椎菜
  - Mint touchの恋
- 椎名恵
  - 愛を教えて
  - Blind Alley
  - だけど、愛してる
  - ずっと一緒にいよう
  - ようこそ
  - 泣かないで
  - 夕暮れがしのび寄る
  - がんばれ！
  - STAR～愛は輝いている～
  - Hello good time
  - Boy’s shadow
  - 二月の交差点
  - 夕闇を見ていた
  - 借りたままの八月
  - 昨日、霧雨のギャラリーで
- 設楽りさ子
  - 朝に心染めて
- しばたはつみ
  - シフォンのドレス
- SHIHO
  - Plastic Moon　
  - Distance
  - Secret Dancer
  - Modern Time
- 島田奈美
  - NO!
  - インビテーション・サマー　
  - サイレント・アプローチ　
  - 真紅のカブリオレ
  - 生まれてはじめて　
  - ANOTHER ME　
  - ファイナル・アプローチ
- 少女隊
  - アドベンチャー・アイランド　
  - 真夏の恋人
  - RING OF THE MEMORY
  - DON'T WORRY
- 少年隊
  - 春風にイイネ！
  - トワイライト・フィーリング
  - 危険な恋のムーンライト（錦織一清ソロ曲）
- 白田あゆみ
  - 悲しい予感
- 吹田明日香
  - バ・ケー・ショ・ン
- 杉浦幸
  - -045-
  - 砂浜にルージュ
- 杉村尚美
  - 朝のまどい
  - ロンサム・ドリーム
  - 素敵な夜ね
  - ライジング
- 杉山清貴
  - alone
  - miss, Dreamer
  - bound for RIVER's ISLAND
  - モノローグ
  - 心のHoliday
  - September Song
  - 愛は鏡なんだね
  - Lovers Luck（with 大橋純子）
  - 黄昏のようにここにいる
  - 夜明け前 (故 円谷皐氏に捧ぐ)
  - どうしようもなく 君だけに
  - 燃える朝焼け
  - 僕のシャツを着てなさい
  - if
- セイントフォー
  - 雨の予感
- 仙道敦子
  - Hiromi ～危険な予感～　
  - エバーラスティング・サマー
  - 愛してLove light
  - 不確かな季節
  - ティーンズ・グラフィティ
  - わすれない

### た行
- ダ・カーポ
  - 空からこぼれたstory - 「名探偵ホームズ」主題歌
- 髙橋真梨子
  - サンライズ・サンセット
  - 陽だまりのように
  - ジャスト・ホールド・ミー
  - トワイライト・クール
- 高橋美紀
  - 恋はコットン
- 高橋由美子
  - 何も言えなくて
- 高橋良明
  - 天使の反乱
  - もうちょっとでヒーロー
  - 恋の3-2-1
  - マドンナをおとせ
  - ヴィーナスの失敗
  - 22.5cmのシンデレラ
  - 八月のハーフ・ムーン
  - 悲しきバッド・ボーイ
  - 抱きしめて…サンライズ
  - 夢で逢えるさ!
- 高村亜留
  - 心を染めて
  - last chanceラスト・チャンス
- 立花理佐
  - 走りゆく明日
- 田原俊彦
  - 堕ちないでマドンナ
  - 初恋
  - 風の上ならSO HAPPY
  - ニューヨーク・スマイル
  - 終わらない夏
  - 美しい人よ
- 田村英里子
  - プロセス
  - seventeen　
  - エスケイプ
  - プレゼント
- TSUBASA
  - TOKIOプロポーション　
  - Good-bye Free
- DJ HASEBE
  - Sweet Love feat. 大橋純子
- ティファニー
  - プライドの問題　
  - 昨日からの手紙
- 峠恵子
  - 二度と来ないで
- 当山ひとみ
  - HUMAN VOICE
  - 罪
  - NORTH SHORE～シェイヴ・アイスの少年達～（富樫明生と共作）
  - YOU ARE ECSTASY
- 刀根麻理子
  - デリンジャー
  - 一秒の夏
  - BROKEN EYES
- トミー・ザ・ビッチ
  - Give It To Me/抱いて、火をつけて（Ken Daniel名義）
  - You Can Do, I Can Do（Ken Daniel名義）
- とみたゆう子
  - MOON FLEET　
  - 少し愛して

### な行
- 内藤やす子
  - DISTANT LOVE
  - 雨
- 中沢厚子
  - 昭和のサムライたち
  - おもいで川
  - 今は秋
  - ひとり旅
  - 娘時代
  - もうじき春なんだよ
  - 砂漠
- 中島はるみ
  - つややかなミッドヌーン
  - 朝の悲しみ
- 仲村知夏
  - 太陽のあいつ
  - もういいよ
  - 白夜のFairy
- 中村雅俊
  - ホックニーのプールサイドに雨は降らない
- 中森明菜
  - Fin
  - 鏡の中のJ
  - Farewell
- 中山恵美子
  - 夕ごはんはカレーにしましょう
  - ニュース速報　
  - 星降る渚
- 中山美穂
  - LIBERTY GIRL
  - 真夏はNonfiction
  - 決心
- 夏目雅子
  - Oh!クッキーフェイス
- 新田純一
  - Sweet Stadium
- 二名敦子
  - YOU MOVE ME!　
  - ラスト タイフーン
  - Icebox & Movie
- 仁藤優子
  - おこりんぼの人魚
  - 風の下で眠るイヴたち
  - 宇宙の風
- 野宮真貴
  - ギンザ・レッド・ウィ・ウィ
- 野口五郎
  - サ・ヨ・ナ・ラ
  - 最後のクラクション
  - 同じ夜 別の朝

### は行
- ハイ・ファイ・セット
  - 個人的メッセージ
  - 月曜日のプロローグ
  - きまぐれトランプ
  - 空港まで
- 畠田理恵
  - 七夕の夜に
  - 反レトロ
- 早川由貴
  - 乱気流　
  - サ・ヨ・ナ・ラ・セプテンバー
- 早見優
  - 西暦1986
  - クライマックス
  - 青いSea Side
  - 素敵なRAIN DROPS
- パンプキン
  - 泣き虫たちを追っ払え＜チームワーク編＞　
  - ハートのキーホルダー
- 光GENJI
  - 君にCheer Up!
  - 風の歌声に耳をすまして
  - FLOWER OF MY HEART
  - And I love you
  - ファンキー・ランド
  - Babylon（大沢樹生ソロ曲）
- BEGIN
  - 心の庭
- 日高のり子
  - 風のジュエリー～MERRY WIND～
  - 幸せの軌跡（フットルース）　
  - Inside of You　
  - STARLIGHTを追いかけて
  - 枯葉のパティオで…　
  - 潮風にモデラート
- 弘田三枝子
  - できごと
- 藤谷美紀
  - ウインクのシャッター
- 炎達
  - 夢に刺されて.....
  - つむじ風の天使
  - 鎖の楽園（的場浩司 with 炎達）
- フィーバー
  - 悪魔にくちづけ

### ま行
- 増田未亜
  - アブナイ♥CANDY
  - 気ままな瞳
  - ふ・わ・ふ・わ
  - ピュア
  - 潮風に振りむいて
  - おしゃべりMoon
  - ピアニッシモ
  - 100％の瞬間
  - あなたとアニバーサリー　
  - 夕暮れにStep
  - Fake Love－－悲しい人魚－－
  - “なぜ”を追いかけて
  - ハプニング シンドローム
- 松井菜桜子
  - ちょっと言わせて
- 松尾久美子
  - やせっぽち
  - 夏ゆらり
  - いりゅうじょん－こんな夜に－
- 松崎しげる
  - 想い出は煙にとけて
- 松原みき
  - It's So Creamy
  - Cryin'
  - That's All
  - Hello Walls
  - 青いボールペン
  - 私はもどれない
  - SEE-SAW LOVE
  - WASH
  - Three Candles
  - WANGAN High Way
  - 雨のちハレルヤ
  - 遅れて来た九月
- 松本伊代
  - ハート美人
  - 赤いトウシューズ（田中弥生と共作）
- 松本典子
  - Good-byeあなたの色の街
  - SILENT STARS ～星空のアリバイ～
- 三浦友和
  - 逆光のラブシーン
- 三木聖子
  - 愛の旅
  - さよならのマリーナ
  - ホロスコープ
  - もうひとつの愛
- 水谷麻里
  - 春が来た
  - ポキチ・ペキチ・パキチ
  - 赤いジェラシー
  - ミラーボールのためいき
  - 君のヒトミは・よいところ
  - 灼熱…ドキュメント
- MITSUO
  - Without You
- 宮里久美
  - 夢はスターダスト
  - SUMMER LOVERS
  - パーセンテージ
  - INTO THE NIGHT
- 村上綾歌
  - ジャン・ジャン・ジャン〜ときめきは君のもの〜
  - マルガリータ
- 村田恵里
  - TOKYO,CITY OF WONDERS.
- 森川美穂
  - 黄昏のLove Letter
  - 少年の瞳
- 森恵
  - 雨上がりのストーリー
- 森山良子
  - 恋人よ おやすみ

### や行
- 薬師丸ひろ子
  - ささやきのステップ
- やまがたすみこ
  - あなたにテレポート
  - 私春記
  - 小さなヴァカンス
  - イニシャルはK
- 山口百恵
  - 陽のあたる坂道　
  - 恋のホットライン
  - E=MC2
- 山中すみか
  - ももいろの五月病
  - 嘘のつきかた
  - 涙の音
- 山根麻衣
  - ガラスの破片
  - 蜃気楼へ…In Mirage
  - My Old Flame
  - Why?　
  - A Piece of Glass
  - Bus Stop
- 山本理沙
  - スロウ・シーンの行方
- ゆかりちゃん
  - 花びらによろしく
- 由美かおる
  - 愛の冒険者
  - 愛はフォーエバー
- 横須賀昌美
  - 抱いてあげる
- 横山みゆき
  - Lonely Morning　
  - 霧雨ルージュ　
  - つぶやき集め　
  - いまひとたびの
- 吉野千代乃
  - Say Good-bye
  - It's My Turn
  - 日付変更線
- 芳本美代子
  - 東京 Sickness
  - It's a Wave
  - Heroes
- 米倉千尋
  - 心からSHINING STAR
- 米倉利紀
  - シャワールームで泣かないで
  - 1/2(SEMI)NUDE

### ら行
- L'eclipse
  - TEARS BLUE

### わ行
- 和田加奈子
  - 冬のサブリナ
  - ルージュは忘れない
  - ジェラス・ガール
  - MUSICに肩よせて
- 渡辺徹
  - 朝焼けエクスプレス
- 渡辺満里奈
  - 恋するJellyと7月